# Federația de Fotbal din São Tomé și Príncipe
Federația de Fotbal din São Tomé și Príncipe (în portugheză Federação Santomense de Futebol; FSF) este forul ce guvernează fotbalul în São Tomé și Príncipe. Se ocupă de organizarea echipei naționale și a campionatului.